# Vicente Bascuñán Vargas
Vicente Bascuñán Vargas; fue un político y hacendado chileno. Nació en Melipilla, el 19 de octubre de 1813. Falleció en Santiago, el 5 de diciembre de 1888. Hijo de don Francisco Javier Bascuñán Fariña y doña Petronila Vargas Vergara. Casado con María Luisa Astaburuaga Zuazagoitía.
Estudió la primaria en un colegio de Melipilla, para luego trasladarse al Instituto Nacional de Santiago. En 1831 regresó a la hacienda familiar donde comenzó a encargarse de las finanzas agrícolas del fundo Bascuñán. Contrajo matrimonio poco después, con una hija de la familia Astaburuaga Zuazagoitía, aumentando enormemente su caudal financiero.
Compraron varias haciendas en la zona del Maipo, las cuales destinaron al cultivo de las viñas, siendo una de las más importantes vides de la zona central del país.
Imbuido por los ideales conservadores, fue elegido diputado por Valdivia en 1852, período en el cual fue miembro de la Comisión permanente de Hacienda e Industria.
Posteriormente se retiró de la política, tras perder la diputación en 1855, volviendo a encargarse de los negocios familiares desde su hacienda en Alhué.